# 佐藤修悦

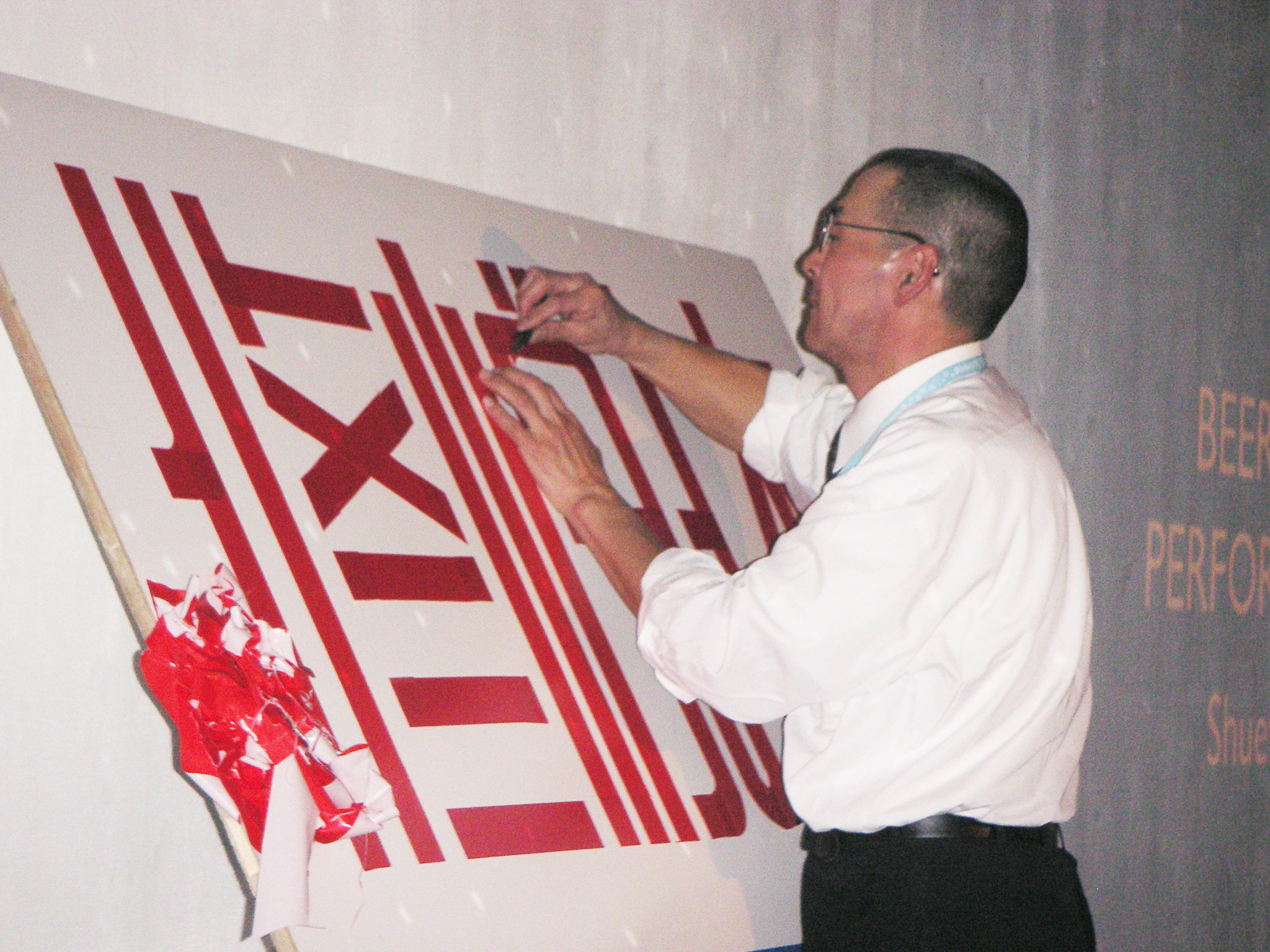
「修悦体」で「修悦体」のレタリングをする佐藤修悦

佐藤 修悦（さとう しゅうえつ、1954年 - ）は、三和警備保障株式会社に勤務する警備員。岩手県花巻市出身。同社が得意とする鉄道警備業務のため考案したガムテープによるレタリング「修悦体（しゅうえつたい）」で知られる。

## 経歴
銀行員を3年間勤めたのち、喫茶室ルノアールでアルバイトを始め、22年間でブロック部長にまで昇進するも退職。いくつかの職を経て、1999年より三和警備保障にて警備員のアルバイトを始める。
2004年、JR東日本新宿駅東口で行われていた部分改築工事の際、鉄板の壁がいたるところに立っていたため迷路のような状況となっていた駅に誘導係として配置された佐藤が「声を使っての実際の誘導だけでは対応できない」として、ガムテープを使った案内表示を作り始めたのが「修悦体」の始まりである。
JRでは用途ごとにサイン類のフォントを含む意匠を設定しており、通常はそれが用いられる。そのため、当初は鉄道会社からの指示や許可はなかったが、無断で駅の番線表示のみを始めたところ駅員に褒められ、許可が出たことから正式に制作を始めたという。当初、工事現場にあったガムテープは白・黒・黄の3色しかなかったが、佐藤による赤・青・緑の3色の使用申請が認められ、電車の色に合わせた案内板の作成が可能となった。
この案内表示は当時、既にわずかながら個人サイトやブログで話題となっていた。そこで、イベント企画グループ「トリオフォー」の山下陽光（やました ひかる）が佐藤に取材し、YouTubeにインタビューの様子などをアップロードしたところ、駅利用者をはじめとして大きな話題となったほか、日本国外のブログなどでも紹介されるようになった。
2007年、JR日暮里駅に再び駅工事の誘導係として配置された佐藤は、2回目の大規模制作を始めた。そこで「トリオフォー」が、東京都杉並区高円寺にて佐藤の個展「現在地」をプロデュースしたところ、これを機にネットメディアやマスメディアなどで紹介され、一躍「時の人」となった。なお、日暮里駅では通常の工事看板のみならず、さまざまな広報掲示物も手がけた。同年、日暮里駅の駅長から「駅長特別賞」として賞状と靴下2足が贈呈された。日暮里駅長とは工事終了後も交友が続いている。

## 修悦体
彼特有の「直線とアール（曲線）によって描かれた文字」を指す俗称。一定の傾向はあるものの即興性が強いため、特定の字がいつも必ず同じ形になるとは限らない。このためフォントとして一般向けに制作・販売はされていない。
レタリング作業は主にガムテープとカッターナイフを用いて行われる。ガムテープは黒が基本だが、必要に応じて赤・青など原色も用いる。「見やすい文字を心がけ、ゴシック体を参考に制作している」との本人の言葉通り、がっしりとした太い描線は遠目にもよく目立つ。
修悦体の最大の美点は、仮設の案内表示として短期的にしか用いられないにもかかわらず、直線的な字形の中にひと手間加えて曲線を多用していることにある。この曲線はいったんテープを貼った後にカッターで切り取って作られている。描線の外角部分を丸く切るだけでなく、内角部分もテープをわざわざ継ぎ足したうえで曲線に処理されており、きれいに一定の幅を保って曲がっているように見せている。こうして文字に丸みを持たせたことで、利用者が不慣れな仮設空間で感じるストレスを若干でも和らげる効果を生んだものと思われる。

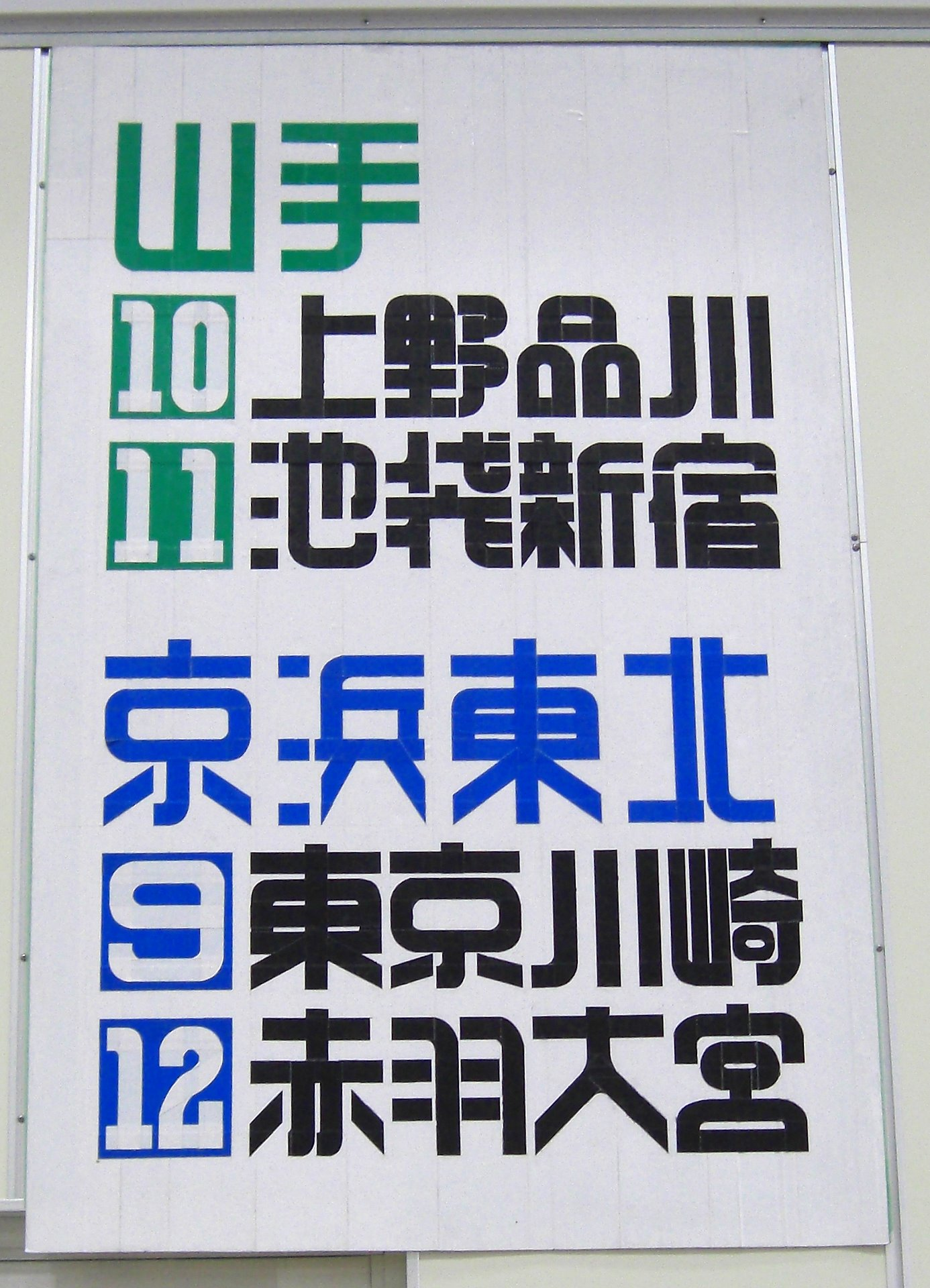
修悦体の例：「京浜東北」の京の5画目・浜の8画目・東の5画目が1本の横線で作られている。また、京・浜・東・赤・大などの文字に鋭い払いが見られる。

その他に挙げられる特徴としては、文字列全体で見た時の横線の通しやすさ（複数の文字の横線を一回のガムテープ貼りで一気に作るなど）を考慮したり、「文」「刈」などの「×」形の端部をカッターの刃のように鋭角的に表現したりするケースが多い。一部の文字は「地名を知っているからそう読める」ほどにデザイン的に崩されている場合もある。
修悦体が注目された背景には、どんな書体も瞬時に印刷できる時代に「手作り文字」の面白みを見せたこと、そして工事の進捗に伴い、日々新しい案内表示が出ては消える「ライブ感」を醸し出したことも挙げられる。
マスメディアの報道によって注目されたこともあり、駅の仮設案内表示のほか、2008年の映画『まぼろしの邪馬台国』の題字や、音楽CDのジャケットなど、多方面で使われるようになっている。2020年4月頃からは、名古屋市営地下鉄上前津駅の駅構内に、駅員の手による修悦体を意識した案内表示が掲示され始めた。
2018年6月30日 - 9月2日、鞆の津ミュージアム開催の企画展『文体の練習』に出展。
2019年3月9日 - 5月19日、富山県美術館開催の企画展『わたしはどこにいる？ 道標（サイン）をめぐるアートとデザイン』に出展。同企画展では佐藤による公開制作やワークショップも行われた。
2022年、自身の子息とともにYouTubeチャンネルを開設。

## 主な作品

### 仮設案内表示
- JR東日本 新宿駅
- JR東日本 日暮里駅
- JR東日本 高円寺駅
- 京浜急行電鉄 京急蒲田駅
- 京浜急行電鉄 大森町駅
- 小田急電鉄 下北沢駅
- NEXCO西日本 関門トンネルリフレッシュ工事

JR東日本 日暮里駅
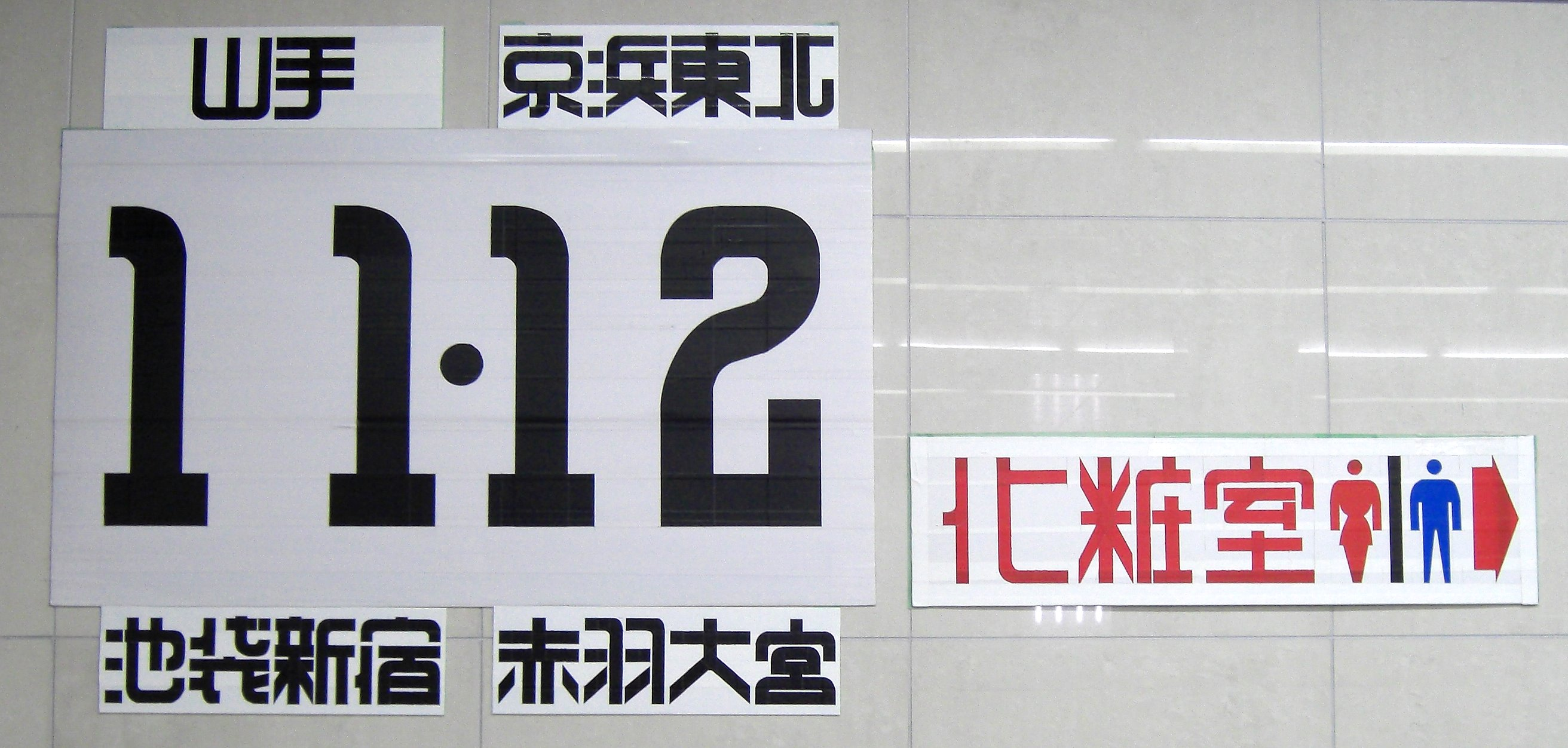
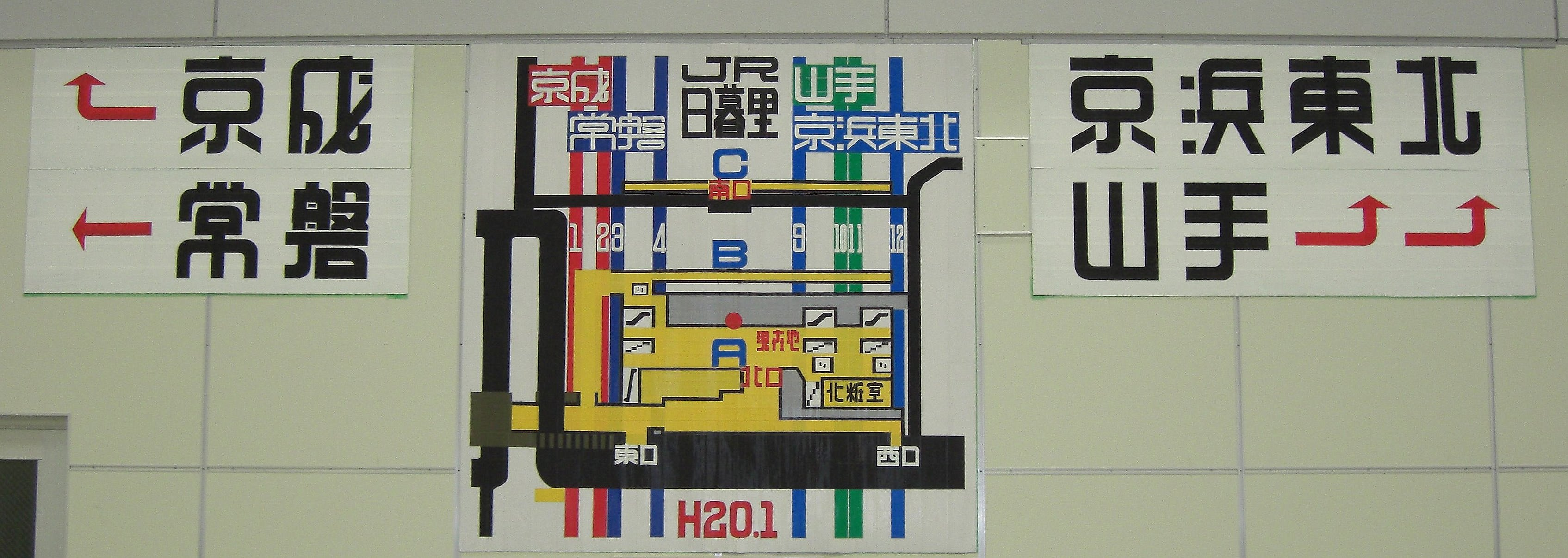
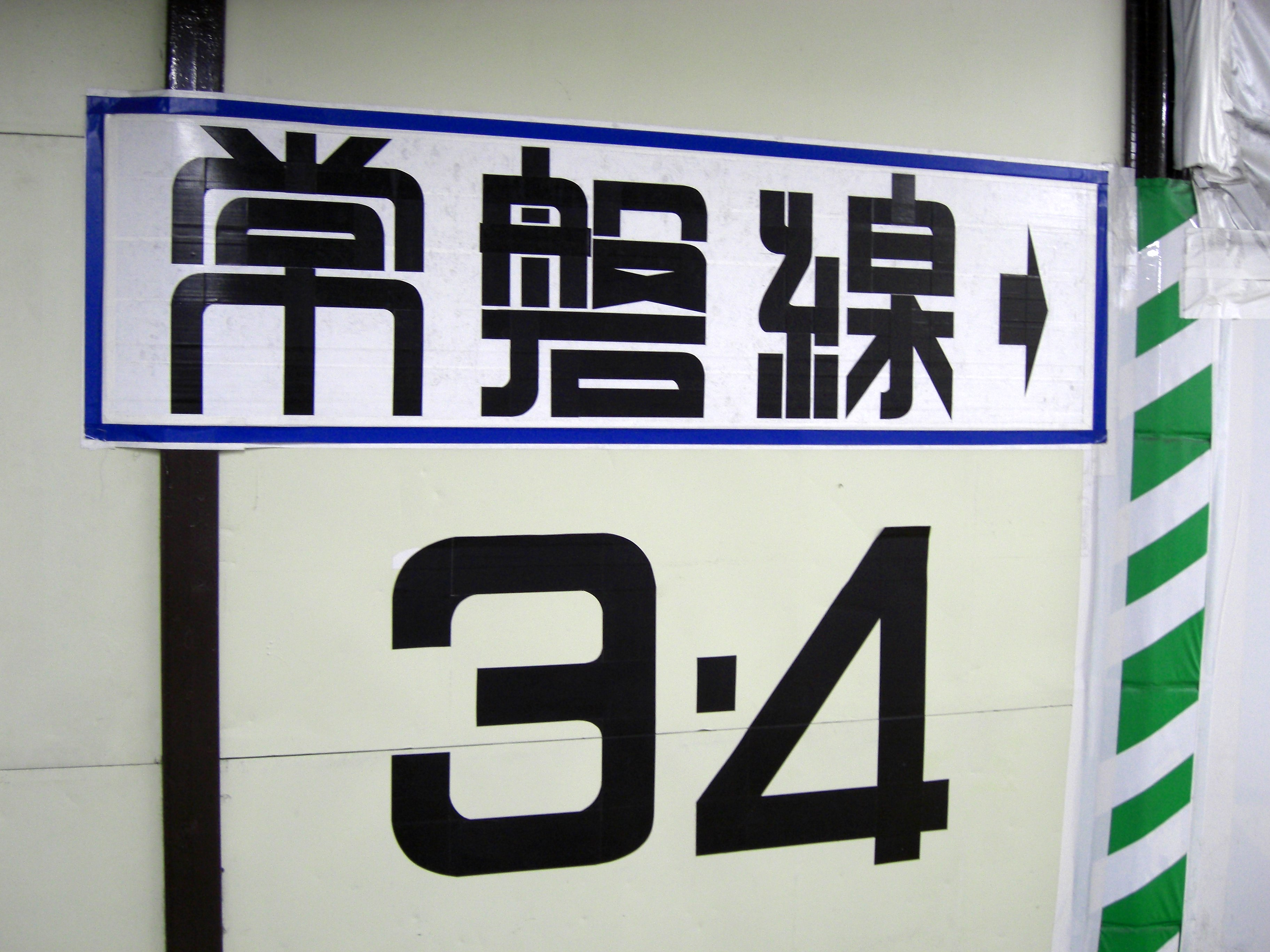
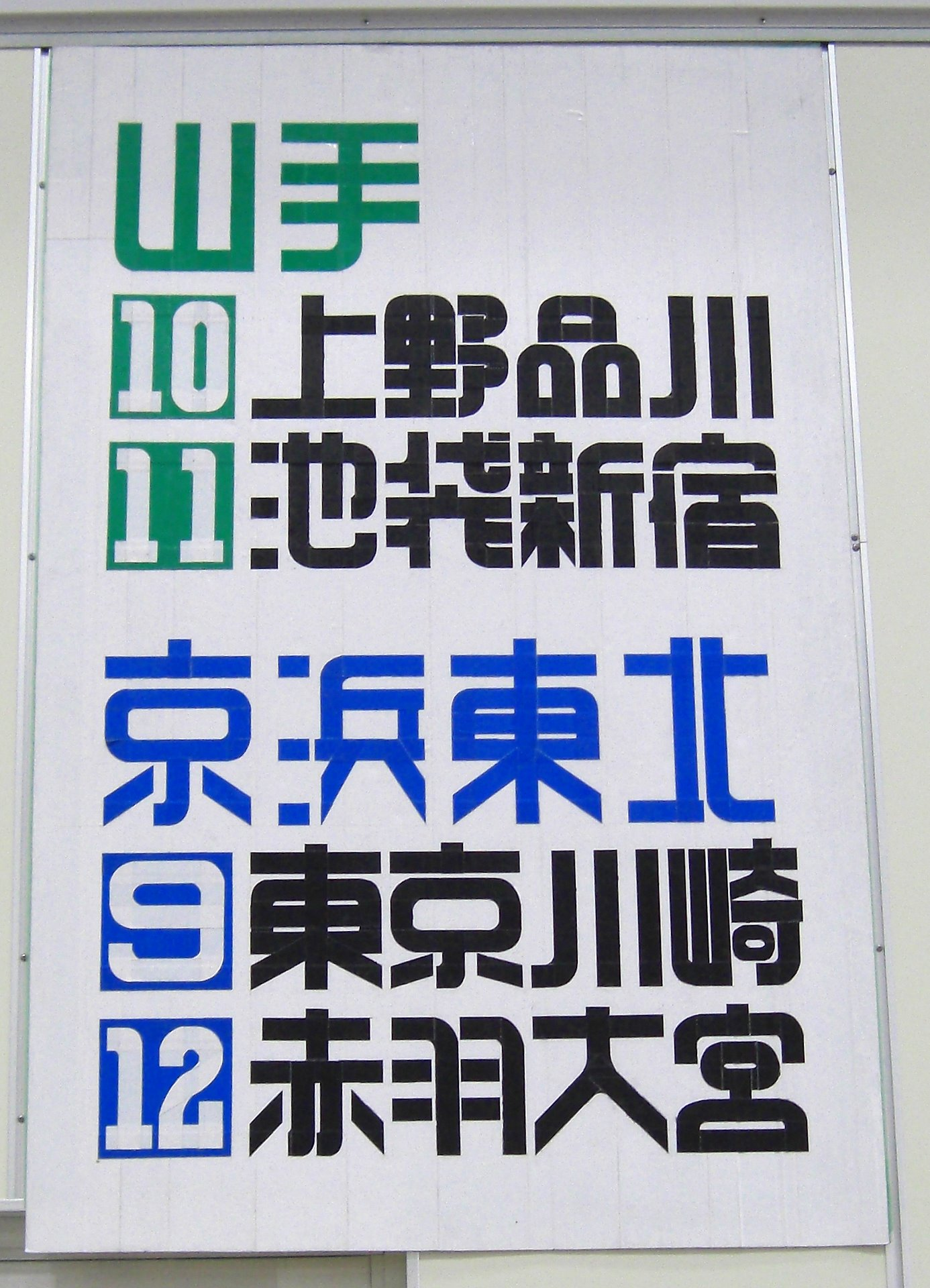

### 題字など
- 映画『まぼろしの邪馬台国』
- 『SPA!』連載「心のコスプレ」

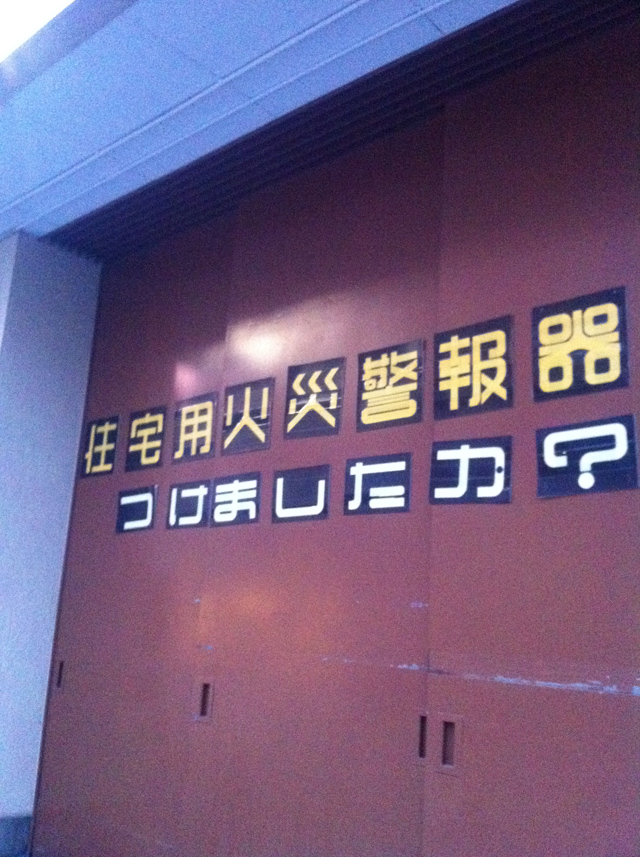
修悦体の例：東京消防庁荒川消防署音無川出張所に掲示された標語（撤去済）

- ニンテンドーDS用ソフト『考える力をぐんぐん伸ばす! DS幼児の脳トレ』（小学館集英社プロダクション、2008年7月）
- 中央特快シングル『Stand Up!』ジャケット
- little by little『Pray』ジャケット - PVには佐藤本人も出演している。
- 村越周司 ライブDVD「もうギャグしかしない」題字
- エイベックス20周年コンピレーションアルバム『H2O』
- 「ベルク通信」題字（2008年9月 - ）
- 静岡県浜松市「安田クリニック」シンボルマーク、ロゴ、各種案内表示（2008年）[11][12]
- アスキー・メディアワークス運営のブログ「ワクテカ @works&technica / （0゜・∀・）<wktk2」（2009年10月、更新休止）
- 東京消防庁荒川消防署音無川出張所に掲示された、住宅用火災警報器設置を促す標語（2012年頃撤去）- 日暮里駅東口に隣接している。
- タワーレコード新宿店リニューアル記念ポスター[13]
- つなぐネットコミュニケーションズWEB事業部ロゴ[14]
- サントリー「-196℃ ストロングゼロ」キャンペーン「#おストゼロさま選手権」JR新宿駅限定広告[15]
- Qualia「修悦体 ラバーマスコット」全10種デザイン[16]
- シェアハウス「ニューヤンキーノタムロバ」（神奈川県横浜市）室内文字制作（2022年）[10]

## メディア

### 書籍
- 佐藤修悦監修『話題の新書体「修悦体」をマスターしてガムテープで文字を書こう』世界文化社、2009年4月。ISBN 978-4-418-09205-5
- 漫画『ちづかマップ』衿沢世衣子、講談社、2010年。ISBN 978-4063758634 - 佐藤本人が登場する。

### テレビ
- デザインあ #08（NHK教育テレビジョン、2011年7月2日）[17]